# 22-я механизированная бригада (1-го формирования)
22-я механизированная бригада (22-я мбр) — воинское соединение автобронетанковых войск в РККА Вооружённых Сил СССР.

## История
Бригада сформирована летом 1935 в Киевском военном округе.
Бригада вооружалась лёгкими танками Т-26. Дислоцировалась бригада в г. Старо-Константинов Винницкой области Украинской ССР.
Танковое соединение вошло в состав Старо-Константиновского гарнизона и явилось мощным средством усиления войск приграничного Старо-Константиновского гарнизона.
1 сентября 1935 бригада подчинена 7-му кавалерийскому корпусу.
В середине 1938 в автобронетанковых войсках была проведены перенумерация и переименование соединений и переход их на новые штаты. 22-я механизированная бригада получила название 26-я легкотанковая бригада. С 26 июля 1938 бригада вошла в состав Винницкой армейской группы Киевского Особого военного округа.

## Полное название
22-я механизированная бригада

## Подчинение
- Киевский военный округ (… — 1.09.1935)
- 7-й кавалерийский корпус Киевского военного округа (1.09.1935 — 26.07.1938)
- 7-й кавалерийский корпус Киевского Особого военного округа (26.7.1938 — …)

## Командование
Командиры бригады:
- Живин, Николай Иванович, (1935-арестован 4.02.38), комбриг с 22.11.1935.
- Семенченко, Кузьма Александрович, полковник (апрель 1938—1940), комбриг .
- Командир 3-го отдельного танкового батальона Широбоков, Михаил Васильевич, майор (20.04.37-28.06.38).

## Состав
В 1935—1938:
- управление бригады
- 1-й отдельный танковый батальон
- 2-й отдельный танковый батальон
- 3-й отдельный танковый батальон
- 22-й отдельный учебный танковый батальон
- 22-й отдельный стрелковый батальон
- 22-й отдельный разведывательный батальон
- 22-й отдельная рота связи
- 22-й отдельный ремонтно-восстановительный батальон
- 22-й отдельная автотранспортная рота
- 22-й отдельный батальон боевого обеспечения

## Боевая деятельность
1935 год
В Киевском ВО в г. Старо-Константинове Винницкой области Украинской ССР сформирована 22-я механизированная бригада. Командир бригады Н. И. Живин.
1 сентября 1935 бригада подчинена 7-му кавалерийскому корпусу.
26 ноября командиру бригады Н. И. Живину присвоено воинское звание комбриг.
1936 год
22-я механизированная бригада (1, 2, 3-й тб, 22-й утб, 22-й осб, 22-й орб, 22-й орвб, 22-й оббо, 22-я орс, 22-я оатр). Командир комбриг бригады комбриг Н. И. Живин. Управление и все части в Старо-Константинове.
Бригада имела на вооружении лёгких танков Т-26 линейных — 89 шт., Т-26 химических (огнемётных) — 8 шт., Т-26 радийных (имеющих рацию) — 66 шт., малых плавающих танков (танкеток) Т-37А радийных — 7 шт., танкеток Т-27 — 4 шт., всего танков — 174 шт.; бронеавтомобилей ФАИ — 3 шт., БАИ и БА-3 — 4 шт., всего бронеавтомобилей — 7 шт.
Весной 1936 года 2-я кавалерийская дивизия из состава 1-го кавалерийского корпуса выведена и введена в состав 7-го кавалерийского корпуса. Управление дивизии и все части находились в г. Старо-Константинов.
Социалистическое соревнование всё больше входило в процесс боевой и политической подготовки личного состава округа. Оно проводилось под лозунгами: «Все коммунисты и комсомольцы — отличные стрелки!», «Ни одного отстающего в огневой подготовке!» и другие.
12 сентября
Шепетовские манёвры. 12 −15 сентября 1936 22-я мбр участвовала в окружных тактических учениях. Цель учений — совршенствование боевой подготовки войск. Учения проходили в районе г. Шепетовка Винницкой области, г. Бердичев, г. Житомир. В учениях принимали участие соединения, сформированные в 1936 году. Руководитель учений был командарм 1 ранга И. Э. Якир, его заместителем был помощник командующего войсками округа по кавалерии комкор Тимошенко С. К. Партийно-политической работой на учениях руководил армейский комиссар 2 ранга Амелин М. П.. Штаб руководства возглавлял начальник штаба округа комдив Бутырский В. П.
Участники: с одной стороны — 7-й кавалерийский корпус (2-я, 23-я, 26-я кавдивизии) с приданными ему 15-й, 17-й механизированными бригадами и 135-й стрелково-пулемётной бригадой, 35-й истребительной авиаэскадрильей; с другой стороны — 8-й стрелковый корпус (44-я и 100-я стрелковые дивизии и 3-я кавалерийская дивизия) с приданными ему 12-й, 22-й механизированными бригадами, 34-й истребительной авиаэскадрильей. В стрелковых дивизиях и механизированных бригадах было 450 танков. В авиаэскадрильях было 56 самолётов.
На манёврах войска отрабатвали вопросы наступательного боя и организации подвижной обороны в условиях лесисто-болотистой местности, организации и проведения марша кавалерийского корпуса в предвидении встречного боя с конно-механизированной группой противника, прорыва оборонительной полосы с преодолением водной преграды, ведения подвижной обороны и управления войсками.
14 сентября. Механизированные части вели «бой» в сложных условиях. За два дня в ходе совершени манёвра они прошли до 100 км.
В 1936 году по призыву Политуправления округа в стахановское движение включаются соединения и части округа. Звание стахановца присваивалось подразделениям, частям и соединениям, которые отлично изучили боевую технику, берегли военное имущество, экономили горючие и смазочные материалы.
1937 год
22-я механизированная бригада (1, 2, 3-й тб, 22-й утб, 22-й осб, 22-й орб, 22-й орвб, 22-й оббо, 22-я орс, 22-я оатр). Командир бригады комбриг Н. И. Живин. Управление и все части в Старо-Константинове.
10 мая должности заместителей командиров по политической части упразднены, а введены должности военных комиссаров.
В июле партийная комиссия КиевВО предъявила командиру 7-го кавкорпуса комдиву П. П. Григорьеву обвинение в связях с «врагами народа», рассказал в своих воспоминаниях командир 2-й кавдивизии комбриг А.Горбатова (в 1937). 22 июля комдив П. П. Григорьев уволен из рядов РККА.
24 июля бывший командир 7-го кавкорпуса комдив П. П. Григорьев арестован.
22 сентября образована Каменец-Подольская область.
1938 год
4 февраля командир бригады комбриг Н. И. Живин арестован.
Командиром бригады назначен полковник К. А. Семенченко.
26 июля 1938 Главный Военный совет Красной Армии Киевский военный округ преобразовал в Киевский Особый военный округ и создал в округе армейские группы. В автобронетанковых войсках проведены перенумерация и переименование соединений и переход их на новые штаты. 22-я механизированная бригада стала называться 26-я легкотанковая бригада. Бригада вошла в состав Винницкой армейской группы.